# Farkašovci
Farkašovci (madžarsko Farkasfa, nemško Farkischdorf, nekoč Farkerstroff) so nasel v Slovenskem Porabju. Nekdaj je bilo samostojno naselje, danes je del Monoštra. Nekoč so Farkašovci imeli slovensko prebivalstvo.
Farkašovci so prvič omenjeni leta 1350 v listinah s Števanovci in spadali posestvu monoštrske opatije, ki je naselila Slovence iz Belmure (Murska Sobota), Dobrazemlje (Prekmurje in okolica Dobre v Avstriji). V srednjem veku so obstajali še Gornji in Dolnji Farkašovci (Alsófarkasfa). Dolnje Farkašovce so Osmani opustošili (1593). Leta 1664 so jih spet zažgali Turki in Tatari v monoštrski bitki.
V 18. stoletju so mešano živeli tu Slovenci, Madžari in Cigani (Romi). Slovenci so govorili prekmurščino. Do 1980. je bila tu meteorološka postaja. Danes že ne obratuje ta stavba. V današnjem času nekaj Slovencev živi v Farkašovcih, ki govori svoj materni jezik.